# Dendromus mystacalis
Dendromus mystacalis é uma espécie de roedor da família Nesomyidae.
Pode ser encontrada na Angola, República Democrática do Congo, Etiópia, Quénia, Lesoto, Malawi, Moçambique, Ruanda, África do Sul, Essuatíni, Tanzânia, Uganda, Zâmbia e Zimbabwe.
Os seus habitats naturais são: savanas áridas e savanas húmidas.